# Speeded Up Robust Feature
In informatica un algoritmo Speeded Up Robust Feature o in sigla SURF è un rilevatore robusto di caratteristiche locali di una immagine presentato da Herbert Bay nel 2006 che può essere usato nell'ambito del riconoscimento di oggetti e ricostruzione 3D in Computer vision.
È parzialmente ispirato al descrittore scale-invariant feature transform (SIFT).
La versione standard di SURF è diverse volte più veloce di SIFT e come dichiarano i suoi autori più robusta tra diverse trasformazioni di immagini rispetto a SIFT. SURF si basa sulle risposte della wavelet di Haar 2D e fa un uso efficiente di immagini integrali.
Per rilevare punti di interesse, SURF usa un'approssimazione intera del determinante del rilevatore blob di Hessian, che può essere calcolato con 3 operazioni intere usando un'immagine integrale precalcolata.
Il suo descrittore di caratteristiche è basato sulla somma della risposta della wavelet Haar intorno al punto di interesse; il quale anch'esso può essere calcolato con l'aiuto di un'immagine integrale.
I descrittori SURF possono essere usati per localizzare e riconoscere oggetti, persone o facce, per creare scene 3D, per tracciare oggetti e per estrarre punti di interesse.
Un'applicazione dell'algoritmo è brevettata negli Stati Uniti d'America.

## Implementazioni
| Nome                                                         | Linguaggio    | Open Source | Descrizione                                                                                   |
| ------------------------------------------------------------ | ------------- | ----------- | --------------------------------------------------------------------------------------------- |
| Original                                                     | C++           | No          | Implementazione originale                                                                     |
| OpenSURF                                                     | C++, C#       | Yes         | Implementation with detailed documentation and reference paper.                               |
| OpenSurfCL                                                   | C++           | Yes         | Implementazione libera di OpenSURF su OpenCL. Wrapper per C# e Java.                          |
| OpenCV SURF                                                  | C++           | Yes         | Implementazione dell'estrazione di caratteristiche SURF (OpenCV 2.0)                          |
| SURFmex                                                      | MATLAB        |             | MATLAB Interface (MEX) per OpenCV's SURF code.                                                |
| OpenSURF MATLAB                                              | MATLAB        | Yes         | Interface to OpenSURF for MATLAB                                                              |
| libmv SURF                                                   | C++           | Yes         | Implementazione di estrazione e confronto.                                                    |
| Python mahotas                                               | Python        | Yes         | package computer vision che include una implementazione di SURF.                              |
| Dlib C++ Library                                             | C++           | Yes         | Implementazione dell'estrazione di caratteristiche SURF.                                      |
| Pan-o-matic                                                  | C++           | Yes         | Software which includes an implementation of the SURF algorithm.                              |
| Parallel SURF                                                | C++           | Yes         | Multi-threaded implementation based on Pan-o-matic.                                           |
| ProcessorSURF                                                | C#            | Yes         | C# SURF plugin for Multi-Agent Serving System                                                 |
| JavaSurf                                                     | Java          | Yes         | Implementazione Java di SURF                                                                  |
| JOpenSURF                                                    | Java          | Yes         | Traduzione in Java di OpenSURF                                                                |
| ImageJ SURF                                                  | Java          | Yes         | Implementazione di SURF come plugin ImageJ con GUI e statistiche in uscita                    |
| BoofCV                                                       | Java          | Yes         | Libreria Java di omputer vision che include SURF.                                             |
| Speeded Up SURF                                              |               | Yes         | Implementazione GPU                                                                           |
| CUDA SURF                                                    | C++ CUDA      | Yes         | GPU implementazione usando CUDA                                                               |
| Mathematica                                                  | Mathematica   | No          | Implementazione Mathematica                                                                   |
| GPU SURF Archiviato il 25 febbraio 2011 in Internet Archive. | C++, Cg, CUDA | No          | GPU Implementation                                                                            |
| FPGA SURF Archiviato il 1º ottobre 2011 in Internet Archive. |               | Yes         | FPGA Implementation                                                                           |
| clsurf                                                       | C++           |             | High performance cross platform OpenCL implementation of SURF with nearest neighbors matching |
| IPOL                                                         | C++           | Yes         | An implementation of SURF based on the original article with detailed explanations            |
| OpenSurf AS3                                                 | AS3           | ?           | AS3 implementation, sources on github                                                         |